# 汤绍远
汤绍远（1910年—），江苏武进人，中华人民共和国政治人物，中国民主建国会中央委员会常务委员，中华全国工商业联合会执行委员会常务委员，第三、四、五届全国政协委员。